# 자루 (균학)

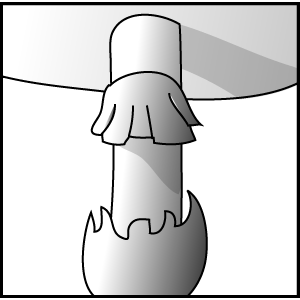
담자균류 자루 그림

자루(/staəp/)는 균학에서 버섯의 갓 (균류학)을 지지하는 줄기 또는 그 줄기와 같은 특징이다. 자실층을 제외한 버섯의 모든 조직과 마찬가지로 자루는 멸균된 균사 조직으로 구성된다. 그러나 많은 경우에 생식 가능한 자실층은 자루 아래로 어느 정도 뻗어 있다. 자루가 있는 곰팡이를 '엽병'(균병, stipitate)라고 한다.
자루의 진화적 이점은 일반적으로 포자 분산을 중재하는 것으로 간주된다. 높이 들려진 버섯은 포자를 바람의 흐름이나 지나가는 동물에게 더 쉽게 방출한다. 그럼에도 불구하고 찻종버섯(컵형곰팡이, 주발버섯), 먼지버섯(퍼프볼), 목도시흙밤버섯(어스스타), 일부 구멍장이버섯류(폴리포어), 젤리곰팡이(쫄깃곰팡이), 맥각(ergot) 및 흑곰팡이(smut)를 포함하여 많은 버섯에는 자루가 없다.
버섯을 확실하게 식별하려면 줄기의 특징이 필요한 경우가 많다.
1. 줄기의 질감(섬유질, 부서지기 쉬운, 백악질의, 가죽 같은, 단단한 등)
2. 부분 베일(예: 고리 또는 코르티나) 또는 보편적 베일(볼바)의 잔해가 있는지 여부
3. 많은 버섯의 줄기가 밑부분에서 융합되는지 여부
4. 일반적인 크기와 모양
5. 줄기가 뿌리 같은 구조(뿌리줄기)로 지하로 뻗어 있는지 여부

식별을 위해 버섯을 수집할 때 줄기 중간을 잘라내는 대신 버섯을 토양에서 파내어 이러한 모든 특성을 그대로 유지하는 것이 중요하다.

## 드로잉
|  |  |  |  |  |  |

| with ring | with ring | with ring | with veil | remains of veil | with volva |